# Roberts (Wisconsin)
Roberts es una villa ubicada en el condado de St. Croix en el estado estadounidense de Wisconsin. En el Censo de 2010 tenía una población de 1.651 habitantes y una densidad poblacional de 281,93 personas por km².

## Geografía
Roberts se encuentra ubicada en las coordenadas 44°58′29″N 92°33′32″O / 44.97472, -92.55889. Según la Oficina del Censo de los Estados Unidos, Roberts tiene una superficie total de 5.86 km², de la cual 5.86 km² corresponden a tierra firme y (0%) 0 km² es agua.

## Demografía
Según el censo de 2010, había 1.651 personas residiendo en Roberts. La densidad de población era de 281,93 hab./km². De los 1.651 habitantes, Roberts estaba compuesto por el 94.49% blancos, el 1.39% eran afroamericanos, el 0.36% eran amerindios, el 1.51% eran asiáticos, el 0.18% eran isleños del Pacífico, el 0.73% eran de otras razas y el 1.33% pertenecían a dos o más razas. Del total de la población el 2.06% eran hispanos o latinos de cualquier raza.